# Yakhchal

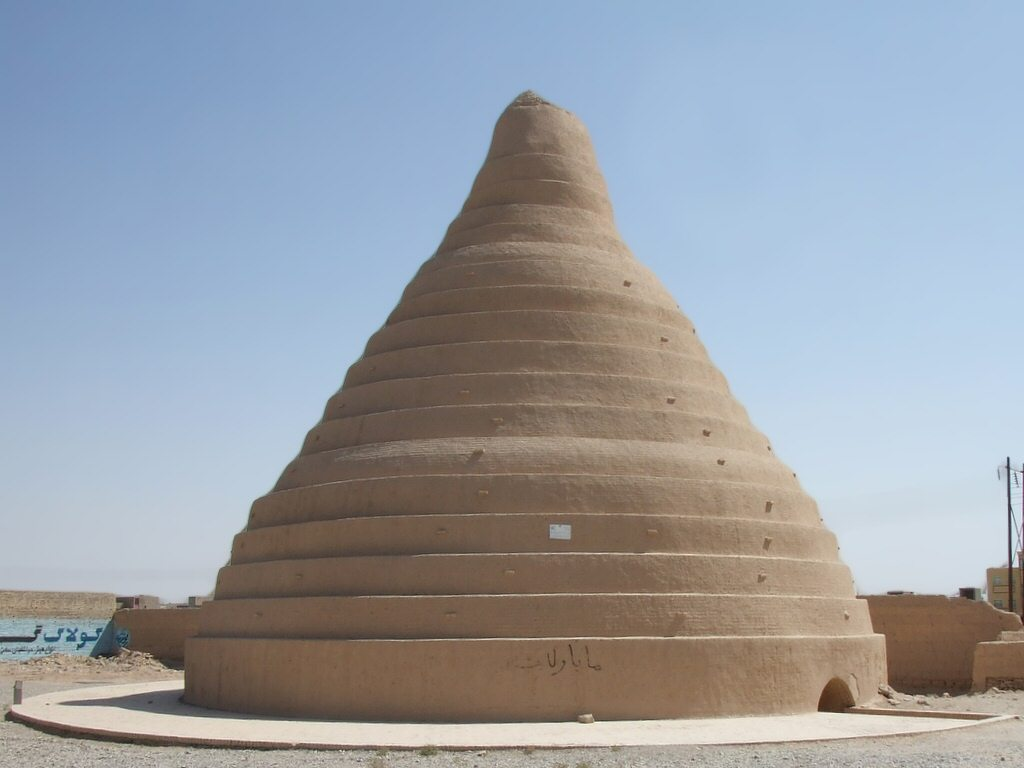
En yakhchal i Yazd, Iran

Yakhchāl (persiska: یخچال "isgrop"; yakh betyder "is" och chāl betyder "grop") är en uråldrig typ av förångningskylare.

## Beskrivning
Ovan mark är strukturen kupolformad, men undertill finns ett lagringsutrymme. Konstruktionen har ofta använts till att skapa och lagra is, men har ibland också använts till att lagra livsmedel. Det underjordiska utrymmet tillsammans med tjockt värmebeständigt byggmaterial ger ett isolerat lagringsutrymme året runt. Konstruktionen innehåller förutom kupol och underjordiskt utrymme även stora murar med öst-västlig sträckning som skapar skugga. Dessa strukturer har huvudsakligen byggts och använts i Persien. Många av dessa konstruktioner är flera hundra år gamla men har förblivit intakta.

## Historik
Under 400-talet f.Kr. hade persiska ingenjörer lärt sig att lagra is i öknen mitt på sommaren. Isen kunde bäras dit under vintern från näraliggande berg. Mer vanligt var att vatten under vintern leddes genom underjordiska kanalsystem, som kallas qanat, till norra sidan av en mur och frös till is. Murens skugga gjorde att vattnet fortare frös till is.
| Utsidan och insidan av kupolen till en yakhchal i Meybod, Iran. |  | Utsidan och insidan av kupolen till en yakhchal i Meybod, Iran. |
| Utsidan och insidan av kupolen till en yakhchal i Meybod, Iran. |  |                                                                 |